# Collège Saint-Pie-X de Sydney
Pour les articles homonymes, voir Pie X (homonymie).

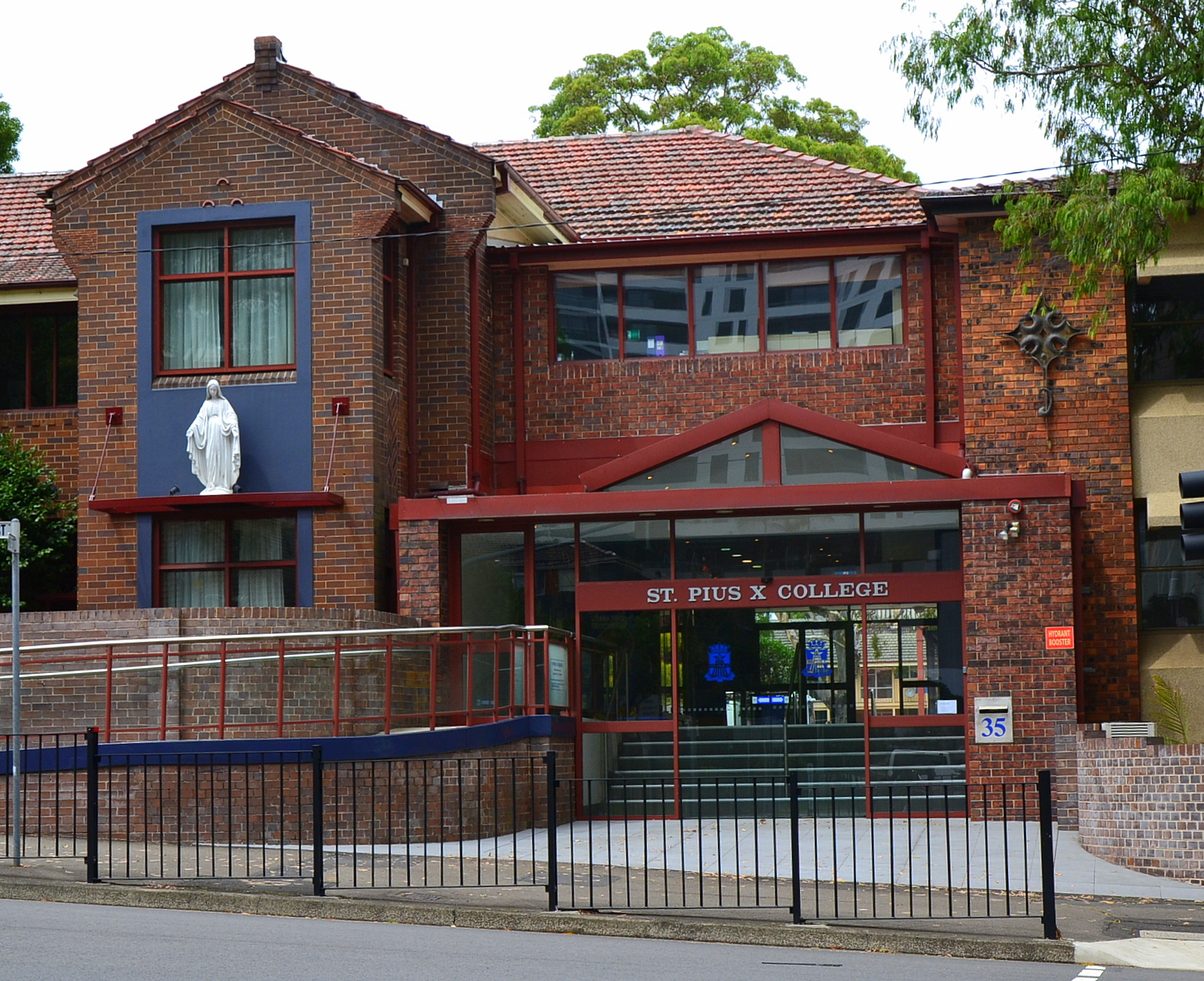
Le collège Saint-Pie-X est un lycée catholique pour garçons

Le collège Saint-Pie-X est un lycée catholique pour garçons situé au 35 Anderson Street, à Chatswood, sur la North Shore de Sydney, en Nouvelle-Galles du Sud, en Australie. C'est un établissement des Frères chrétiens qui relève du diocèse catholique de Broken Bay. 

## Histoire
Le collège Saint-Pie-X a été fondé en 1937 sous le nom de Christian Brothers Chatswood.
Au début des années 1950, l'établissement a été renommé collège Saint-Pie-X après la canonisation du pape Pie X.
L'établissement, qui accueille environ 1 100 élèves pour l'ensemble de leur scolarité secondaire, a été largement rénové au cours des années 1990 avec la construction du Treacy Centre, qui accueille une grande partie des salles de cours et des infrastructures sportives. 
Il présente la particularité d'accueillir le plus important club de robotique dans un établissement d'enseignement secondaire en Australie. 